# Valborg Aulin
Laura Valborg Aulin, född 9 januari 1860 i Gävle, död 13 mars 1928 i Örebro, var en svensk tonsättare, pianist och musiklärare. Hon var dotter till Lars Axel Alfred Aulin.

## Biografi

### Bakgrund och studier
När fadern fick en tjänst vid Högre Elementarläroverket i Stockholm 1862 flyttade familjen dit, från Lauras födelseort Gävle. I familjen var musicerande en viktig del av umgängeslivet, och Laura Aulins intresse för musik ledde mot en yrkeskarriär. Från sex års ålder fick hon undervisning i piano av sin moster, senare blev pianisten och tonsättaren Jacob Adolf Hägg hennes lärare, och under åren 1873–1876 undervisades hon i harmonilära av Musikaliska akademiens inspektor Albert Rubenson.
Aulin studerade vid Stockholms musikkonservatorium 1877–1882, där hon hade Ludvig Norman, Albert Rubenson, August Lagergren och Hermann Behrens som lärare i komposition, kontrapunkt, harmonilära och instrumentation. Som lärare i piano hade hon Hilda Thegerström, en av sin tids bästa pianister.

### Karriär och utlandsvistelser
Efter fem års studier på musikkonservatoriet lämnade hon 1882 skolan. Därefter undervisade hon fram till 1885 privat i pianospel och harmonilära i Stockholm. Hon framträdde som pianist i kammarmusikverk med sin bror Tor Aulin i Aulin-kvartetten och i andra sammanhang.
Hon fick med hjälp av Norman Jenny Linds resestipendium våren 1885, med vilket hon inledde studier i Köpenhamn, Berlin och Paris mellan 1885 och 1887. Lärare under dessa år var bland andra Niels W Gade, Benjamin Godard och Jules Massenet, och hon visade i Köpenhamn upp sin Grande sonate sérieuse pour le piano op. 14. Via Berlin fortsatte hon till Paris, där hon komponerade Tableaux Parisiens, en svit för orkester, och den lyriska sviten Procul este! op. 28 för sopran, blandad kör och orkester. Sannolikt gjordes även de sista ändringarna i den första stråkkvartetten i F-dur under åren i Paris.

### Tillbaka i Sverige
Efter Ludvig Normans död 1885 försvann Aulins största stöd, och i augusti 1887 återvände Aulin till Sverige och Stockholm. Hon framträdde offentligt som pianist och tonsättare. Den tidigare positiva grundtonen i recensionerna från före hennes utlandsvistelser var nu borta, och det manliga etablissemanget var tydligt kritiskt. Ett planerat framförande av hennes orkestersvit ställdes in, kort därefter framförde hon – mycket indisponerad – sin Grande sonate sérieuse för piano offentligt och konserten blev enligt recensenten i Svensk Musiktidning ett misslyckande. Kompositionsarbetet rönte dock en del framgångar, och bland annat belönades hon 1895 i Köpenhamn för sina 3 damkörer ("Tre körer för fruntimmersröster"). Aulin framträdde med egna kompositionsaftnar 1896 och 1901, där enbart hennes egna verk spelades.
Valborg Aulin titulerades musiklärarinna, och under 1890-talet etablerade hon sig som privat lärare i pianospel. Hon bodde i Stockholm, undervisade, tonsatte och turnerade några gånger tillsammans med sin bror Tor Aulin. Hennes pianomusik avslöjar att hon var väl insatt i tidens nationalromantiska stilmedel, och flera av hennes verk både för piano och sång publicerades.

### Örebro och sista år
Trots att hon i Stockholm var välrenommerad som pianopedagog flyttade hon 1903 till Örebro. Hon slutade komponera, hon undervisade och umgicks med familjer i den musikintresserade överklassen. I Örebro fanns ett rikt musikliv som Valborg Aulin kom att ingå i och hon framträdde som pianist vid sällskapet Philomeles konserter och vid konserter i Nikolaikyrkan. Mellan 1914 och 1924 gav hon i februari varje år konserter som fick uppmärksamhet i staden. Till skillnad från under åren i Stockholm hade Valborg Aulin i Örebro ett stort kulturellt kapital, vilket innebar att hon fram till sin död hade en framskjuten position i stadens musikliv.
Valborg Aulin avled 1928. Hon är begravd på Nikolai kyrkogård i Örebro.

## Kompositioner, stil och eftermäle
Valborg Aulin komponerade två stråkkvartetter som tillhör hennes främsta verk. Den första i F-dur, op. 8, uruppfördes 1888 av hennes brors kvartett, den Aulinska stråkkvartetten, och recensionerna blev positiva. Den andra stråkkvartetten i e-moll, op. 17, uruppfördes av samma kvartett 1890 och även denna gång fick hon positiva recensioner. Under 1890-talet tillkom flera nya kompositioner för både kör, sång, piano och orkester. År 1896 gav hon en kompositionsafton med enbart egna verk på repertoaren och recensionerna blev både positiva och negativa. Fem år senare, 1901, gav hon åter en kompositionsafton med egna verk. Konserten gick för utsålda hus men kritiken i tidningarna blev bister.
Aulin komponerade många verk i kammarmusikformat: två stråkkvartetter samt stycken för piano och sånger. Dessutom skrev hon orgelverk, likt kollegan Elfrida Andrée. Verket Pie Jesu Domine (Missa solemnis för blandad kör och orkester, op. 13) komponerades till Ludvig Normans minne. Däremot försökte hon sig inte på operagenren, som Andrée och Helena Munktell.
Stilmässigt lägger hon sig i den nordiska fåran, med ett lyriskt temperament.
Åren 2006–2020 verkade Valborg Aulin-sällskapet, med bas i Örebro.

## Verkförteckning

### Orkester
- Tableaux Parisiens, op. 15, orkestersvit. Komponerad 1886.[7]

### Kammarmusik
- Stråkkvartett nr 1 i F-dur, op. 8. Komponerad 1884 och utgiven 1888 av Musikaliska konstföreningen.[7]
- Stråkkvartett nr 2 i e-moll, op. 17 (1889).[7]
- Albumblad för violin och piano, utgiven 1889 i Musik för hemmet.[7]
- Violinsonat i g-moll
- Var det en dröm? för stråkar med obligat violin [ursprungligen för sång och piano]
- Ballad och Noveletta för violin och piano.[7]
- Vals-Elegie för violin och piano. Arrangemang över pianostycket Elegie ur sju stycken för piano, op. 8, nummer 3. Utgiven av E. & S.[7]

### Piano
- 'Albumblad. Utgiven 1889 i Musik för hemmet.[7]
- 5 tondikter för pianoforte, op. 7. Tillägnad hovkapellmästare Ludvig Norman. Utgiven 1882 av Julius Bagge, Stockholm.[8]
  1. ”Vågornas vaggsång”
  2. ”Mazurka”
  3. ”'Vårhälsning”
  4. ”Impromptu”
  5. "Minnen"
- Sju stycken för piano, op. 8. Utgiven 1884 av E & S.[7]
  1. ”Romans”
  2. ”Vals”
  3. ”Elegi”
  4. ”Polonäs”
  5. ”Scherzo”
  6. ”Caprice”
  7. ”Fantasi”
- Grande sonate sérieuse pour le piano, op. 14, pianosonat i f-moll, komponerad 1885.[7]
- Albumblad, op. 29. Utgiven 1898 i Musik för piano af svenske tonsättare, Stockholm.[7]
- Tre fantasistycken för piano, op. 30. Komponerade 1898.[7]
- Valse elegiaque i ciss-moll. Troligen komponerad 1892, utgiven i Album för piano av Carl Gehrmans förlag.[7]
- Suite för piano i d-moll
- Miniature tillägnad Märta Helsing

### Orgel
- Meditation i Ass-dur, ingår i Organistens orgelalbum, häfte 2:20. Utgiven 1900.[7]

### Körmusik
- Herr Olof, op. 3, ballad för tenorsolo, blandad kör och orkester till text av Carl David af Wirsén. Komponerad 1880.[7]
- Tre sånger, op. 5, för blandad kör a cappella
  1. ”Qvällen” till text av Carl David af Wirsén
  2. ”Slåttern” till text av Herman Sätherberg
  3. ”Sången” till text av Carl David af Wirsén
- Pie Jesu Domine, op. 13, missa solemnis för blandad kör och orkester till minne av Ludvig Norman (1885?)
- Julsång, op. 23, för åttastämmig blandad kör och orgel till text av Karl Alfred Melin efter Thomas Moore.[7]
- Två körer, op. 24, för blandad kör a cappella. Komponerad 1893 och utgiven 1898 av Wilhelm Hansen, Köpenhamn[7]
  1. ”Min lycka varade så kort”
  2. ”2. Lysen stjernor”
- Procul este!, op. 28, lyrisk dikt för sopran, blandad kör, harpa och stråkar till text av Carl David af Wirsén. Komponerad 1886.[7]
- Veni sanctu spiritus, op. 31 (32?), hymn för blandad kör och orkester eller piano. Komponerad 1898.[7]
- Tre körer för fruntimmersröster för damkör och piano. Uruppförda 1895 vid utställningen för kvinnliga industri, Köpenhamn. Verket är prisbelönt.[7]
  1. ”När rosorna blomma” till text av J Lamm
  2. ”Barkarol” till text av J. Lamm
  3. ”Klagar rosen klagar kaprifolen?” till text av Karl Alfred Melin efter Thomas Moore

### Sånger
- 4 sånger (romanser) ur ”Buch der Lieder”, op. 9, för röst och piano till text av Heinrich Heine. Komponerad 1883.[7]
  1. ”Deine weissen Lilienfinger”
  2. ”Es fällt ein Stern herunter”
  3. ”Ich stand in dunklen Träumen”
  4. ”Der Mond ist aufgegangen”
- Vid Rånö ström, op. 18, för röst och piano till text av Karl Alfred Melin. Utgiven 1890 av E. & S.[7]
- 2 sånger för röst och piano, op. 19
  1. "Vaggsång" till text av Karl Alfred Melin
  2. "Var det en dröm?" till text av Josef Julius Wecksell.[7]
- Kom! för röst och piano till text av Carl David af Wirsén. Utgiven 1881 i Ny illustrerad tidning, Stockholm.[7]
- Roddaren för röst och piano till text av Johan Ludvig Runeberg. Utgiven 1881 i Svenska familje journalen.[7]
- Ynglingen för röst och piano till text av Johan Ludvig Runeberg. utgiven 1881 i Svensk musiktidning.[7]
- Det finns en gosse och han är min för röst och till text av Albert Gellerstedt. Utgiven 1884 i Sånger från skilda länder, Stockholm.[7]
- Saknaden för röst och piano till text av Johan Ludvig Runeberg. Utgiven 1886 i Svenska familje journalen.[7]
- Carina för röst och piano till text av Karl Alfred Melin. Utgiven 1891 av E & S.[7]
- Hvad du sörjer öfver och är så blek för röst och piano. Utgiven mellan 1891−1895 av E & S.[7]
- Borta för röst och piano. Komponerad senast 1892.[7]
- Vårsång för röst och piano. komponerad senast 1892, utgiven av E & S.[7]
- Skärgårdsvisa för röst och piano till text av Karl Alfred Melin. Utgiven 1892 av E & S.[7]
- För länge se’n för röst och piano till text av Karl Alfred Melin. Komponerad senast 1896, utgiven 1900 i Svensk sång.[7]
- Der Todtengräber för basröst och piano
- Där kärlek i hjertat bott en gång för röst och piano till text av Karl Alfred Melin
- O! du sommartid för röst och piano till text av Karl Alfred Melin
- Säg ej så för röst och piano till text av Thomas Moore i översättning av Karl Alfred Melin(?)

### Arrangemang
- Två sånger. Text av Märta Lagerfelt och musik av Carl-Gösta Lagerfelt. Arrangerad för sopran, alt och piano. Utgiven 1905 av Ev. Fost.[7]

1. Det kommer en dag
2. En sång i juli Jag sjunger en sång